# Villa Hermosa, Zihuatanejo de Azueta
Villahermosa (olika betydelser) är en ort i Mexiko.   Den ligger i kommunen Zihuatanejo de Azueta och delstaten Guerrero, i den södra delen av landet, 300 km sydväst om huvudstaden Mexico City. Villahermosa (olika betydelser) ligger 21 meter över havet och antalet invånare är 1 519.
Terrängen runt Villahermosa (olika betydelser) är kuperad norrut, men söderut är den platt. Havet är nära Villahermosa (olika betydelser) åt sydväst. Runt Villahermosa (olika betydelser) är det ganska tätbefolkat, med 54 invånare per kvadratkilometer. Närmaste större samhälle är Zihuatanejo, 9,1 km väster om Villahermosa (olika betydelser).